# فراهمی زیستی
به درصد قابلیت جذب یک ماده خوراکی، دارو یا سم در گردش خون بدن، قابلیت جذب در بدن گفته می‌شود. فرهنگستان زبان فارسی برای این مفهوم، فراهمی زیستی یا زیست‌فراهمی را پیشنهاد کرده‌است.
به بیان دیگر قابلیت جذب، عددی متعارف برابر با درصد یا بخشی از یک دوز دارو می‌باشد که به صورت فعال به گردش خون سیستمیک می‌رسد. مبنای این عدد به صورت درصد (به ندرت در شکل کسر متعارفی) بیان می‌شود. فرض می‌شود که داروهایی که به روش پارنترال یا تزریقی (سرخرگی، ماهیچه‌ای یا زیرپوستی) تجویز می‌شوند جذب ۱۰۰٪ دارند و بنابراین سایر روش‌های تجویز دارویی در درصد پایین‌تر قرار می‌گیرند. برخی داروهایی که از راه خوراکی تجویز می‌شوند، جذب بسیار خوب (بیشتر از ۸۰٪) و برخی جذب ضعیفی دارند (کمتر از ۲۰٪).
فراهمی زیستی در فارماکوکینتیک نقش بسیار مهمی دارد و در هنگام تجویز دارو به روش‌های غیر تزریقی برای محاسبهٔ دوز باید مورد توجه قرار بگیرد. در فارماکولوژی فراهمی زیستی را با نماد F نمایش می‌دهند.

## فراهمی زیستی مطلق
فراهمی زیستی مطلق به مقایسهٔ فراهمی زیستی یک دارو که یکی به روش درون‌سرخرگی یا پارنترال تجویز شده و دیگری به روش برون‌وریدی یا غیرپارنترال (خوراکی، مقعدی، جذبی) می‌پردازد؛ که در واقع نسبت دوز داروی جذب شده به صورت برون وریدی به روی دوز داروی جذب شده به صورت درون‌سرخرگی است. در نتیجه دارویی که به روش درون‌سرخرگی تجویز می‌شود، فراهمی زیستی مطلق دارد (F=۱) و داروهای تجویز شده با روش‌های دیگر فراهمی زیستی کمتر از ۱ دارند.

## فراهمی زیستی نسبی
این نوع فراهمی زیستی، فراهمی زیستی یک دارو را با فراهمی زیستی همان دارو اما با فرمول و ترکیب یا با روش تجویز متفاوت بیان می‌کند. فراهمی زیستی نسبی به فرمول دارو بسیار وابسته است. فراهمی زیستی یکی از معیارهای اصلی برای اندازه‌گیری هم‌ارزی زیستی (bioequivalence) می‌باشد.

## فاکتورهای تأثیر گذار بر فراهمی زیستی
فاکتورهای فیزیولوژیک زیادی بر فراهمی زیستی تأثیر دارند.
- میزان داروی جذب شده (میزان دارویی که از محل ورود به بدن (تزریق-بلع-جذب پوستی) به جریان خون در گردش بدون تخریب و فرسایش رسیده‌است)
- بودن یا نبودن اثر عبور اول در متابولیزم دارو
- این که دارو با غذا مصرف شود نیز مهم است. داروهای دیگر که همزمان مصرف شوند نیز بر جذب و اثر عبور اول (First-pass metabolism) تأثیر دارند. پریستالسی و جنبندگی روده نیز در تجزیه و حل شدن داروهای جذب شونده در روده بسیار اثرگذار است. ویژگی‌های فیزیکی دارو(pKa، حلالیت پذیری و آب‌گریزی). ساختار شیمیایی یا فورمولاسیون دارو(Drug Formulation)، آهنگ تخلیهٔ معده و سلامت دستگاه گوارش نیز از دیگر پارامترها و فاکتورها هستند.[نیازمند منبع]